# Alexander Nikolaus Borsow
Alexander Nikolaus Borsow (* 1854 in Marzen, Gouvernement Livland, Russisches Kaiserreich; † 30. Januar 1895 in Riga) war ein deutsch-baltischer Landschaftsmaler der Düsseldorfer Schule.

## Leben
Nach erstem Kunstunterricht in Riga ging Borsow 1878 nach Düsseldorf. An der Kunstakademie Düsseldorf studierte er bis 1884 Malerei. Hugo Crola, Heinrich Lauenstein, Peter Janssen der Ältere und vor allem Eugen Dücker, in dessen Landschafterklassen er von 1881 bis 1884 studierte, waren dort seine Lehrer. In Düsseldorf ließ er sich nieder und eröffnete ein Atelier. 1888 wurden seine Bilder in Riga ausgestellt. 1893 kehrte er ganz dorthin zurück und beschloss bald darauf sein Leben „in kümmerlichen Verhältnissen“.